# Penthophlebia
Penthophlebia is een geslacht van vlinders van de familie spanners (Geometridae), uit de onderfamilie Ennominae.

## Soorten
- P. climena Dognin, 1917
- P. fuscifronta Dognin, 1916
- P. nigriceps Dognin, 1910
- P. posticaria Warren, 1905
- P. radiata Felder & Rogenhofer, 1875
- P. subapicata Warren, 1905